# Salonwagen in Norwegen

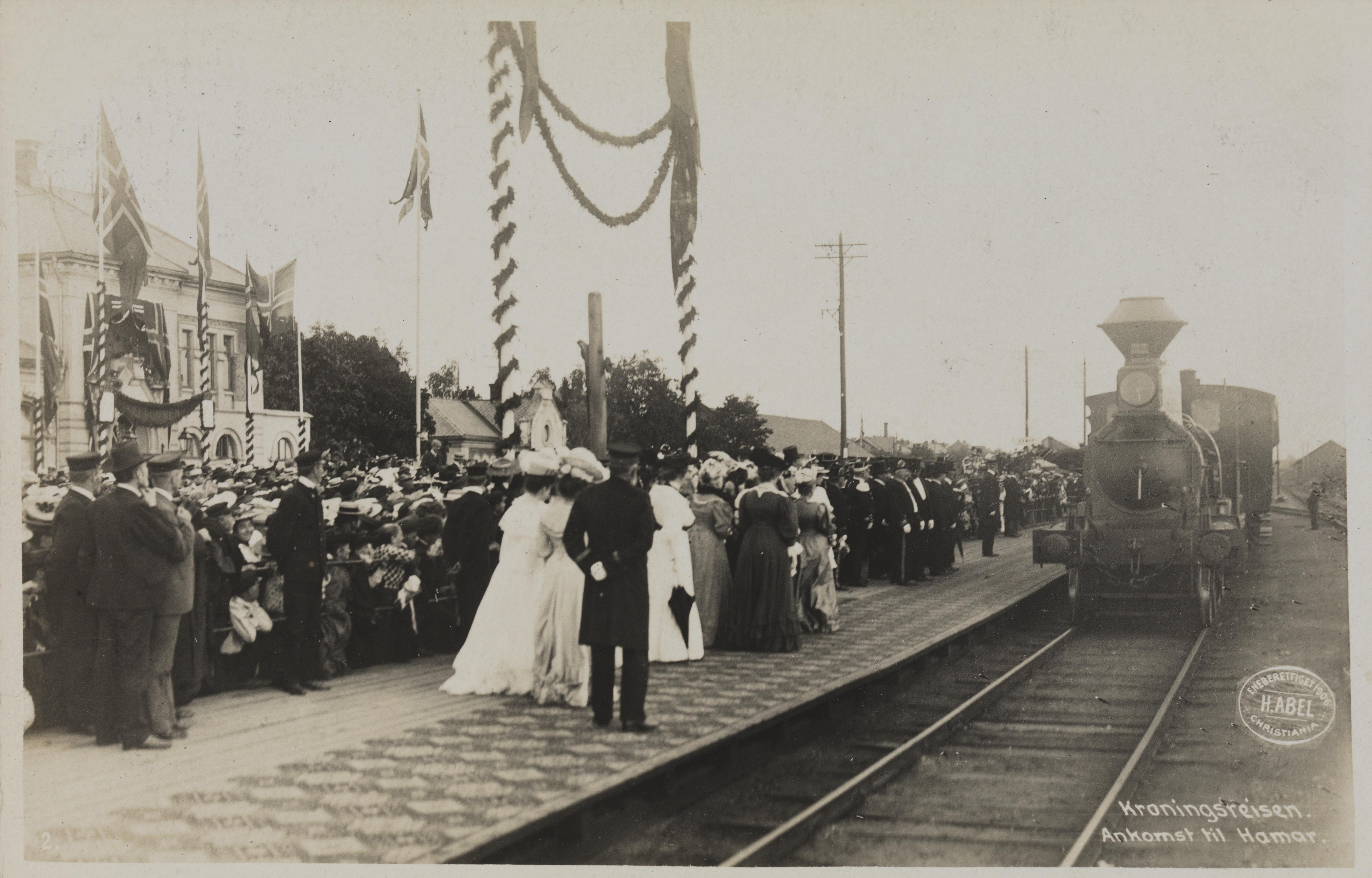
Ankunft des königlichen Zuges in Hamar, 1906

Die Salonwagen in Norwegen dienen den Mitgliedern der norwegischen Königsfamilie und ihren Gästen für Reisen mit der Eisenbahn.

## Geschichte
Königswagen von 1862

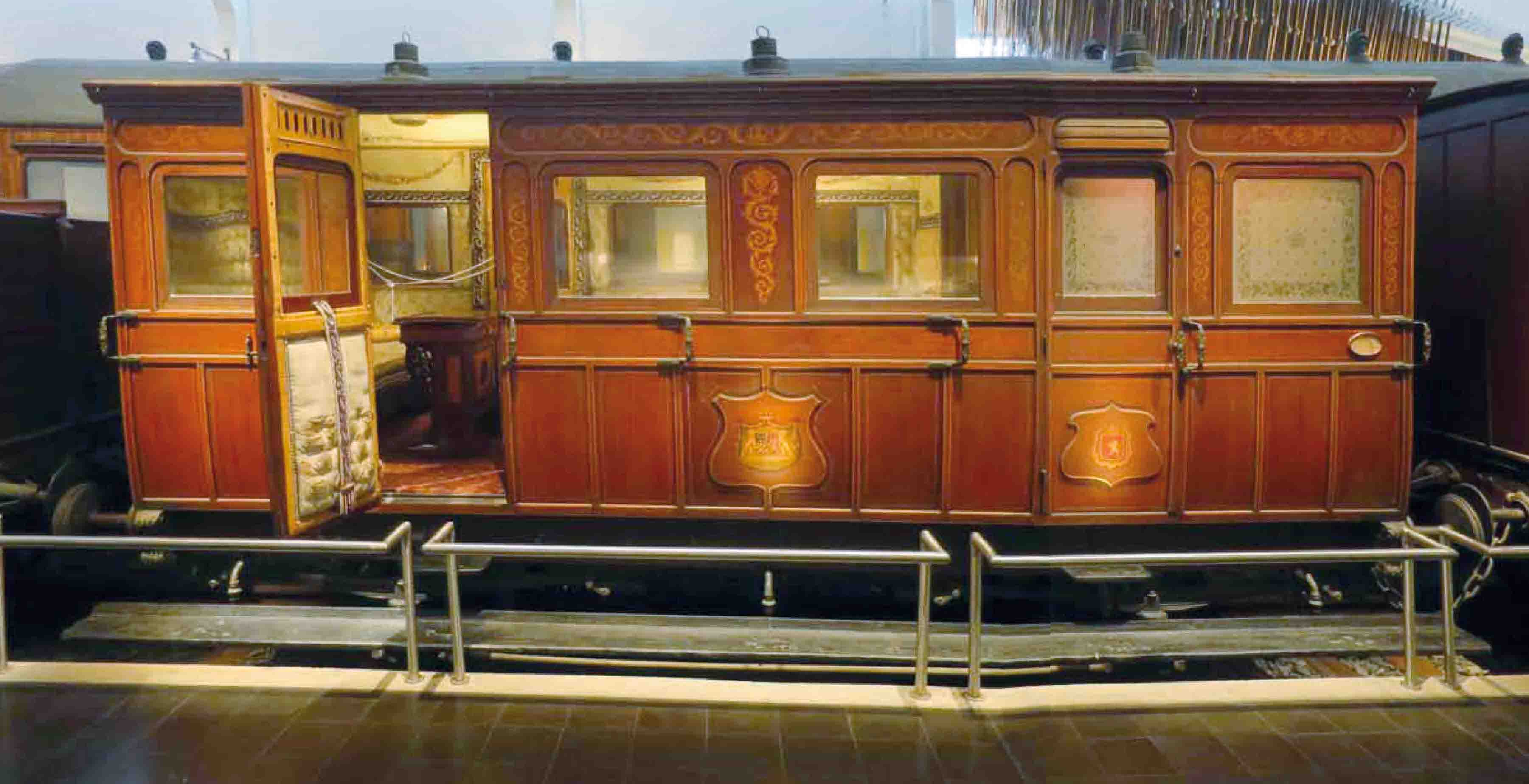
Erster norwegischer Salonwagen von 1862

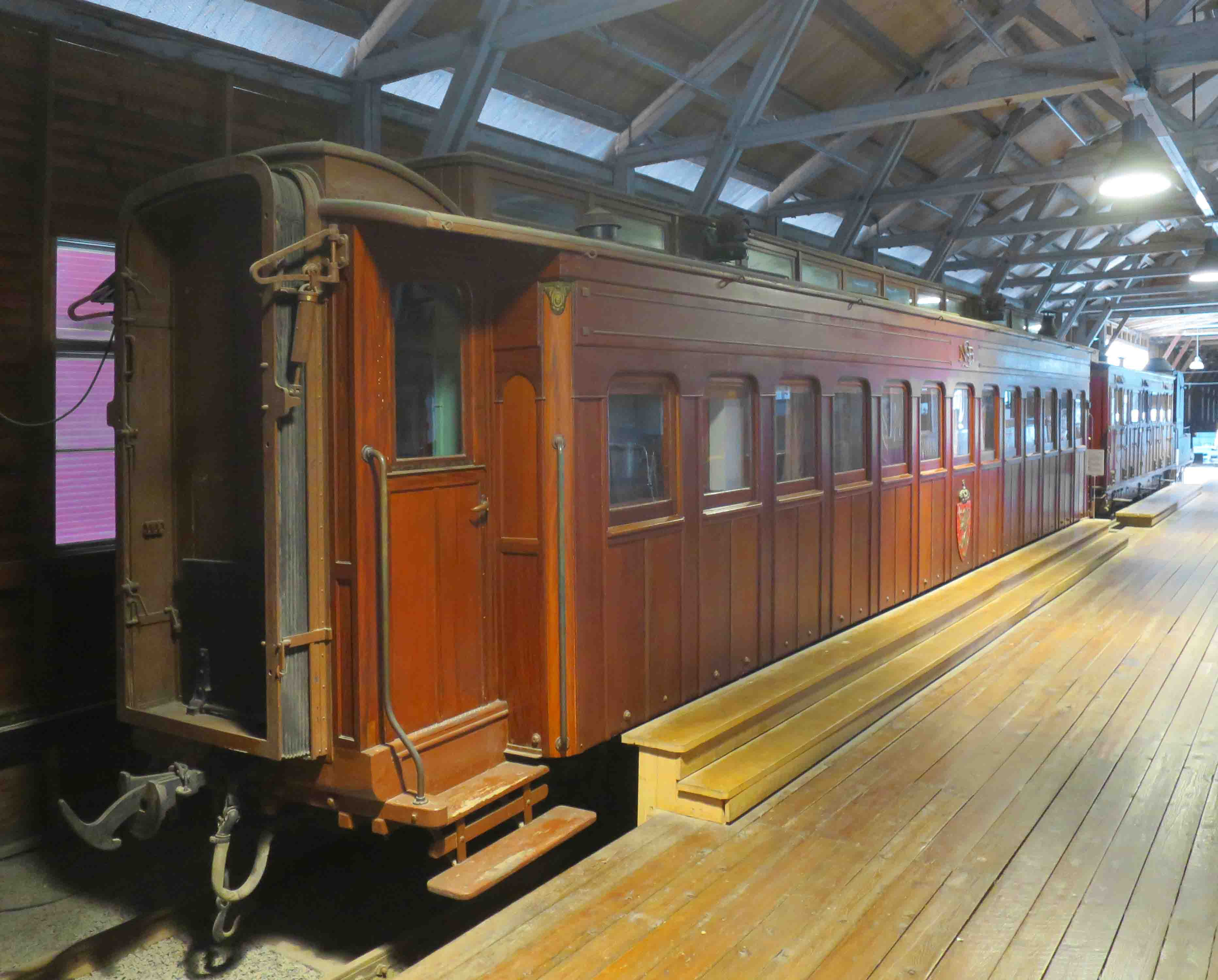
Salonwagen für Schmalspur von 1877

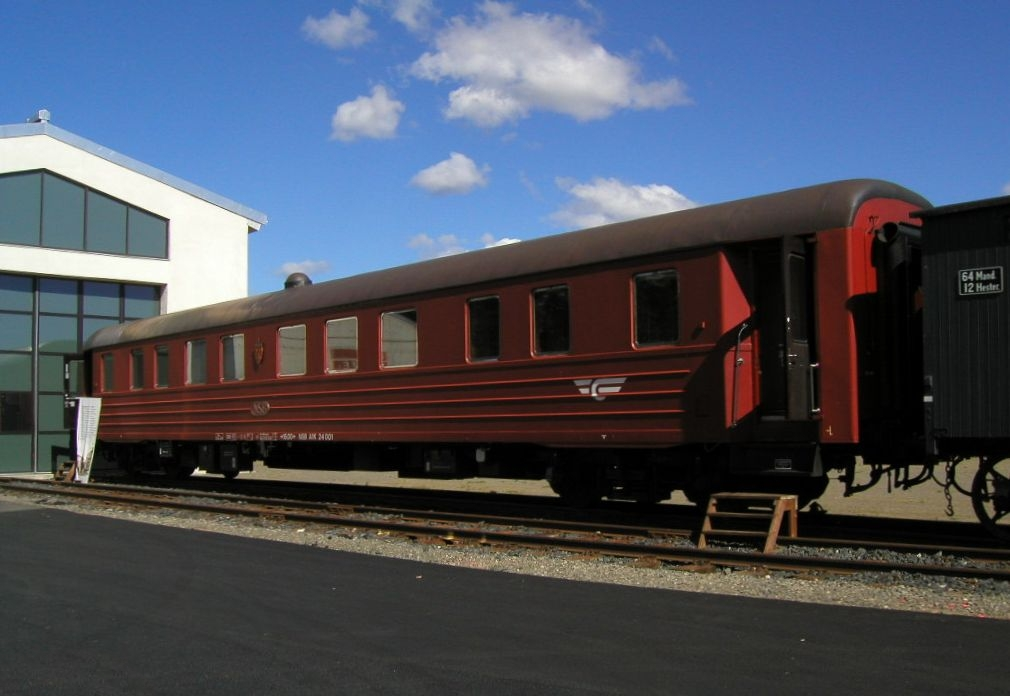
Norwegischer Königswagen Ao 24001 von 1962

Norwegen war vom 4. November 1814 bis 26. Oktober 1905 mit Schweden in einer Personalunion verbunden. Als 1862 König Karl XV., zugleich als Karl IV. norwegischer König, die in Normalspur ausgeführte Kongsvingerbane einweihte, war diese noch nicht mit dem schwedischen Netz verbunden – der Lückenschluss zwischen den beiden Ländern wurde erst 1865 fertiggestellt. Daher konnte der König nicht auf seinen schwedischen Salonwagen zurückgreifen. Deshalb wurde ein gesonderter Königswagen für Norwegen beschafft. Dieser Wagen ist in der Sammlung des Norwegischen Eisenbahnmuseums in Hamar erhalten und in der Dauerausstellung zu sehen.
Königswagen Ao 200
Als der König 1877 die in Kapspur (1067 mm) errichtete Rørosbane zwischen Hamar und Trondheim eröffnete, war für dieses schmalspurige Streckennetz ein eigener Wagen notwendig. Auch dieser Wagen, der Königswagen Ao 200, ist in der Sammlung des Norwegischen Eisenbahnmuseums erhalten.
Salonwagen Ao 206
Der Salonwagen Ao 206 wurde 1910 von Strømmens Værksted als Schlafwagen ABo gebaut. Zwischen 1938 und 1945 erfolgte in der NSB Verkstedet Marienborg in Trondheim der Umbau zu einem Salonwagen für König Håkon VII. Wegen der Kriegsereignisse wurden die Umbauarbeiten 1940 abgebrochen und erst 1945 abgeschlossen. Er erhielt die Baureihenbezeichnung Ao1a Type 2. Nach seiner Auslieferung 21. August 1945 fuhr der König damit nach Trondheim. 1948 wurde die Baureihenbezeichnung des Wagens in Ao Type 1 geändert.
Der Wagen wurde 1950 einer Generalüberholung unterzogen. Dabei wurden die emaillierten Wagennummern entfernt und durch entsprechende in Edelstahl ersetzt. Ferner wurde die Beleuchtungsanlage erneuert, der Salon wurde mit Leuchtstoffröhren ausgestattet. Der Wagen wurde bis 1962 genutzt – König Olav fuhr am 24. April 1962 von den Osterferien von Vinstra nach Oslo zurück – und 1964 dem Eisenbahnmuseum übergeben. Er wurde 2004 restauriert.
Salonwagen Ao 118
Der Salonwagen Ao 118 Type 3 wurde 1923 von Skabo gebaut. Der Wagen hatte drei Schlafabteile, einen großen Aufenthaltsraum mit 10 Stühlen, eine Küche, einen Duschraum mit Toilette und eine Aussichtsplattform. Der Innenraum besteht teilweise aus poliertem Mahagoni. Er verfügt über hohe Gewölbedecken und eine große Aussichtsplattform.
Der Wagen wurde bei mehreren Streckeneröffnungen eingesetzt, unter anderem auf den Strecken im Numedal und in Kragerø im Jahr 1927. Um 1935 wurde eine elektrische Heizung eingebaut. Die letzte Überholung erfolgte 1945. Das letzte Mal wurde er vom Königshaus am 26. Mai 1986 genutzt, als König Olav V. zum Technischen Museum in Kjelsås fuhr.
Salonwagen Ao 100
1926 wurden von der Skabo jernbanevognfabrik zwei Kanzelwagen mit den Betriebsnummern Bo3b 706 und 707 an die Raumabane geliefert. Eine Hälfte des Wagens besaß ein Abteil der 2. Klasse mit Gang, während die andere Hälfte einen Aufenthaltsraum mit Stühlen und Tischen bildete. Am Ende des Aufenthaltsraumes befanden sich große Sichtfenster und eine offene Endplattform. Wagen 707 wurde während der Feindseligkeiten bei Dombås im Jahr 1940 beschädigt und später in einen gewöhnlichen 3.-Klasse-Personenwagen Bauart Co3c umgebaut. Der Wagen mit der Baunummer 100/1926 (Wagen 706) wurde 1941 für den deutschen Reichskommissar Josef Terboven zum Salonwagen mit der Nummer Ao 100 umgebaut. Der Salon wurde mit einem Besprechungstisch ausgestattet, das Abteil der 2. Klasse wurde zu einem kleineren Besprechungszimmer und einer Suite für Terboven mit Schlafabteil, Ankleidezimmer und Bad umgebaut. Im Jahr 1952 wurde der Wagen erneut modernisiert und umgestaltet. Der kleinste Besprechungsraum wurde in zwei Schlafabteile der 2. Klasse umgewandelt und die Suite modernisiert. In den Folgejahren wurde der Wagen von der NSB-Hauptverwaltung als Repräsentationswagen genutzt, eine Funktion, die er vom erhaltenen ABo 118 übernahm und die er bis zu seiner Außerdienststellung 1979 behielt.
Mit ihm reisten der Schah Mohammad Reza Pahlavi mit seiner Frau Farah Pahlavi (1963), Nikita Chruschtschow (1964), König Bhumibol Adulyadej und Königin Sirikit. 1979 wurde der Wagen ausgemustert und von der Urskog-Hølandsbane übernommen, die ihn mehrere Jahre für Exkursionen im In- und Ausland, unter anderem für Besuche in Potsdam bei Berlin, benutzte. 2010 wurde der Wagen an den Norsk Jernbaneklubb übergeben und wird auf der Gamle Vossebanen eingesetzt.
Salonwagen Ao 24001
Ein neuer Salonwagen für die königliche Familie wurde 1962 mit der Betriebsnummer Ao 24001 in Betrieb genommen und im Laufe dieser Zeit mehrfach umgebaut. 1963 bekam er Fährlaschen, um Fahrten nach Dänemark zu ermöglichen. Durch mehrfache Änderungen des norwegischen Nummernsystems wurde er 1970 mit der Baureihenbezeichnung A1 und 1976 mit der Bezeichnung A1K (K = Kennbuchstabe für den Einsatz in Dänemark). 1976 wurden die Übergangsbälge durch Gummiwülste ersetzt und die Dampfheizung wurde ausgebaut. Eine durchgehende Hauptluftleitung und Steuerkabel wurden 1977 sowie 1979 automatische Türsperren in die Außentüren nachgerüstet. In diesem Jahr erfolgte zudem der Austausch der Drehgestelle durch solche der Bauart Minden Deutz Typ C. Nach einer Komplettrenovierung des Außenbereiches mit einem neuen Anstrich im neuen Design von NSB 1985 wurde 1987 eine Vakuumtoilette eingebaut.
Salonwagen A4 24010

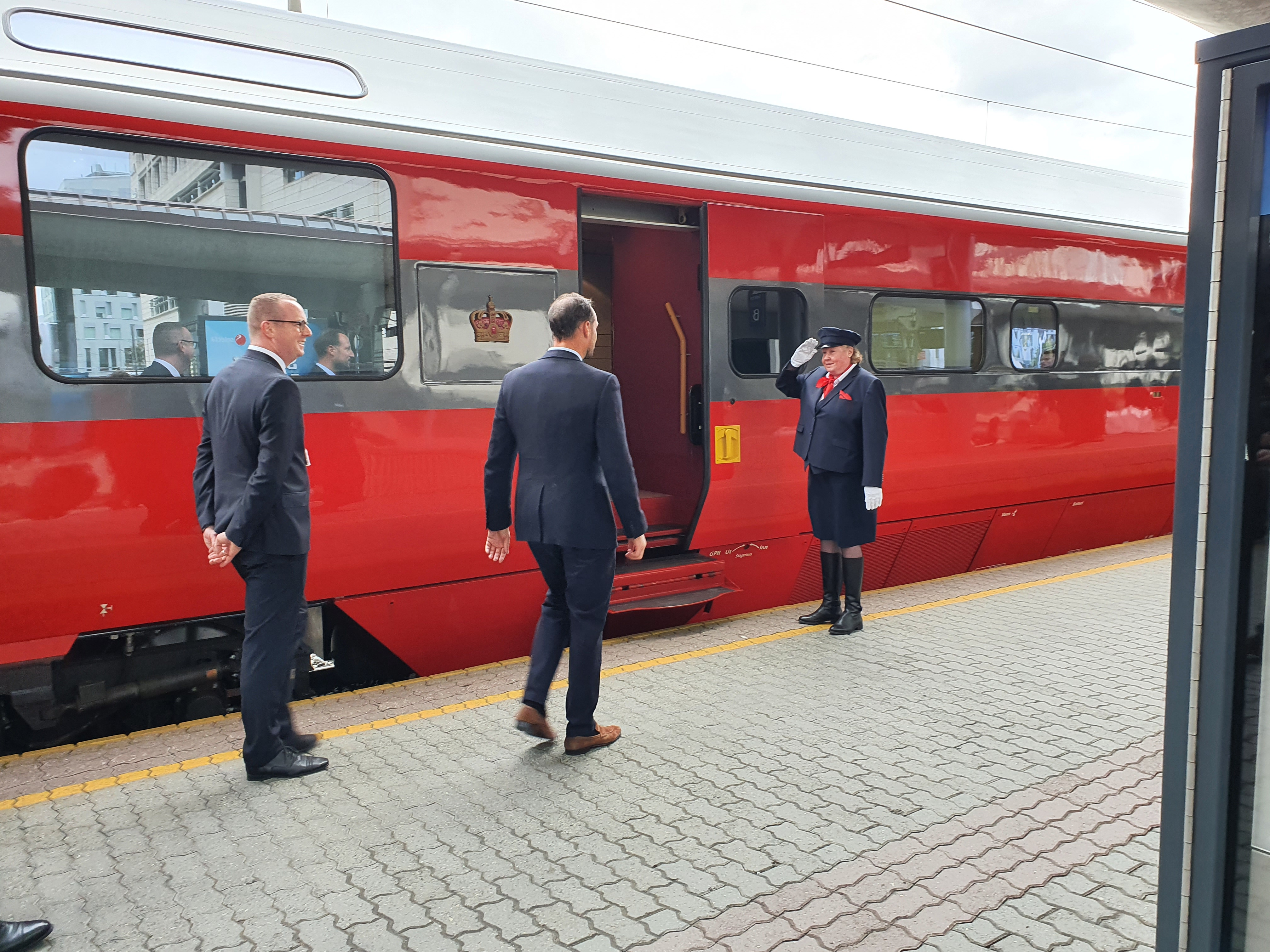
Kronprinz Haakon besteigt den Königswagen von 1994 in Oslo Sentralstasjon

Der Wagen Ao 24001 von 1962 wurde im Rahmen der Olympischen Winterspiele 1994 in Lillehammer ersetzt, der Neubau A4 24010 wurde 1993 von ABB Strømen hergestellt. In dem Wagen befindet sich eine Hauptsuite mit zwei Schlafräumen, Umkleidekabine und anliegendem Badezimmer, zwei Gastabteile mit Badezimmer, Küche, Abteile für das Begleitpersonal und ein kombinierter Speise- und Konferenzraum. Der Wagen wurden durch Lokomotiven des normalen Betriebsdienstes gezogen und dem Zug nach Bedarf Reisezugwagen für die Presse und andere Gäste angehängt.

## Gegenwart
Obwohl König Harald V. die Bahn bevorzugt und den Salonwagen gerne nutzt, konnte der Wagen in Folge der norwegischen Eisenbahnreform seit 2019 mehrere Jahre nur noch begrenzt eingesetzt werden. Mit der Reform wurden ein Teil der vermietbaren Eisenbahnfahrzeuge der ehemaligen NSB an Norske tog übertragen, die diese an Eisenbahnverkehrsunternehmen vermietet. Der königliche Salonwagen kam – wie alle nicht vermietbaren Fahrzeuge – zum staatlichen Eisenbahnverkehrsunternehmen Vy Tåg, das als einzige Fernverkehrsstrecke die Bergensbane betreibt. Vy Tåg kann jedoch die an andere Verkehrsunternehmen vergeben Strecken nicht ohne weiteres befahren und hatte wegen des damit verbundenen Aufwandes am Weiterbetrieb des Salonwagens kein Interesse. Der Wagen wurden daraufhin in den Bestand des Norwegischen Eisenbahnmuseums übertragen.
Da die Eisenbahndirektion (Jernbanedirektoratet) dem Verkehrsministerium untersteht, wurde 2023 der Wagen dem Jernbanedirektorat zugeordnet. Damit kann er nach mehrjähriger Unterbrechung wieder das gesamte norwegische Netz befahren. Erster Einsatz war eine Fahrt der Königsfamilie von Oslo nach Vinstra an der Dovrebane am 7. April 2023. Der Wagen hing dabei an einem planmäßigen Zug der SJ Nord.